# Committee on Climate Change

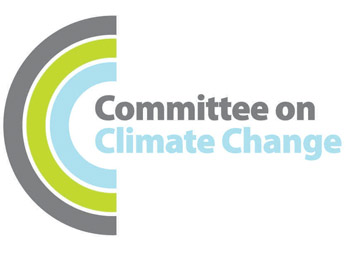
Logo

Das Committee on Climate Change (CCC) ist ein im Vereinigten Königreich im Rahmen des Climate Change Act 2008 gegründetes Beratungsgremium und Vorbild für den deutschen Expertenrat für Klimafragen. Auch der Hohe Rat für das Klima in Frankreich ist vom CCC inspiriert.

## Aufgaben
Zu den im Climate Change Act 2008 festgelegten Aufgaben des CCC gehören die Beratung der Regierung bzw. des Parlaments bzgl. des CO2-Budgets incl. der CO2-Äquivalente anderer Treibhausgase (Sektion 34). Weiter soll das Komitee beraten über die Konsequenzen, wenn Emissionen von Treibhausgasen aus dem internationalen Luft- und Schiffsverkehr so gerechnet wären, als würden sie aus Quellen aus Großbritannien stammen (Sektion 35).
Schließlich soll das Komitee jährlich berichten, wie der erreichte Fortschritt in Bezug auf die CO2-Ziele aussieht (Section 36). Auf Anfrage soll es weitere Beratungsaufgaben wahrnehmen (Section 38).

## Wirken
Die langjährige Beratungstätigkeit war Auslöser einer ganzen Reihe öffentlicher Debatten und Grundlage für Gesetzesvorhaben, z. B.:
- 2016/17: „CCC-Berichte als Grundlage für Massnahmenpläne der Regierung“ (Guardian)[4]
- 2017: „Einsparungen für Haushalte trotz Mehrkosten für erneuerbare Energien aufgrund geringeren Energieverbrauchs“ (Independent)[5]
- 2018: „Regierung fragt CCC um Rat“ (Bloomberg News)[6]
- 2019: „Verbot von Gasheizungen und Gaskochfeldern in Neubauten bis spätestens 2025“ (Guardian,[7] Independent[8] und New Scientist[9])

Eine Auswertung parlamentarischer Mitschriften der Jahre 2008–2018 kam zu dem Ergebnis, dass Analysen des CCC von allen wichtigen politischen Parteien genutzt wurden. Der Studie zufolge, an der mit Sam Fankhauser auch mindestens ein ehemaliges Mitglied des CCC beteiligt war, beeinflussten sie Debatten um Kohlenstoffbudgets und auch – über das eigentliche Aufgabengebiet des Gremiums hinaus – die Energiepolitik oder Ausgaben für Hochwasserschutzmaßnahmen. Das CCC gilt den Autoren zufolge in der britischen Politik als Wissensvermittler, der Politikern vertrauenswürdige Informationen bereitstellt.
Zur April/Mai-Wende 2019 beschloss das britische Unterhaus aufgrund eines Berichts des CCC, den „Klimanotstand“ auszurufen.
Das Committee on Climate Change war Vorbild für den 2020 gemäß dem Bundes-Klimaschutzgesetz eingerichteten deutschen Expertenrat für Klimafragen, der allerdings mit deutlich eingeschränkteren Befugnissen ausgestattet wurde.

## Mitglieder
| Überschrift             | Zeitraum                |
| ----------------------- | ----------------------- |
| John Gummer, Lord Deben | Vorsitzender 2018, 2022 |
| Chris Stark             | 2022                    |
| Piers Forster           | 2022                    |
| Corinne Le Quéré        | 2018, 2022              |
| Mike Davies             | 2022                    |
| Nick Chater             | 2018                    |
| Rebecca Heaton          | 2018                    |
| Paul Johnson            | 2018                    |
| Jim Skea                | 2018                    |